# Llista de personalitats enterrades a la catedral de Barcelona
El que segueix és la llista de personalitats enterrades a la catedral de Barcelona, ordenades per ordre alfabètic.

## A
- Alfons el Franc, rei de la Corona d'Aragó i comte de Barcelona (s. XIII). Urna moderna amb escultura de Frederic Marès, al mur de la nau de l'Evangeli, al presbiteri, entre la Capella de les Ànimes i el transsepte. En dues urnes bessones hi ha les restes de diverses persones reials: Alfons el Franc, Jaume I d'Urgell, Constança de Sicília, Maria de Xipre, Sibil·la de Fortià i Elionor d'Aragó.
- Almodis de la Marca, comtessa consort de Barcelona (s. XI). Al mur de l'Epístola, sobre la sagristia, en una caixa sobre un fons de pintures de l'any 1545 per Enrique Ferrandis, juntament amb el seu espòs Ramon Berenguer I.
- Jaume Amigó (Ulldemolins, Priorat, segle xvi - Barcelona, entre 1594 i 1605), tracista i arquitecte. Al claustre.

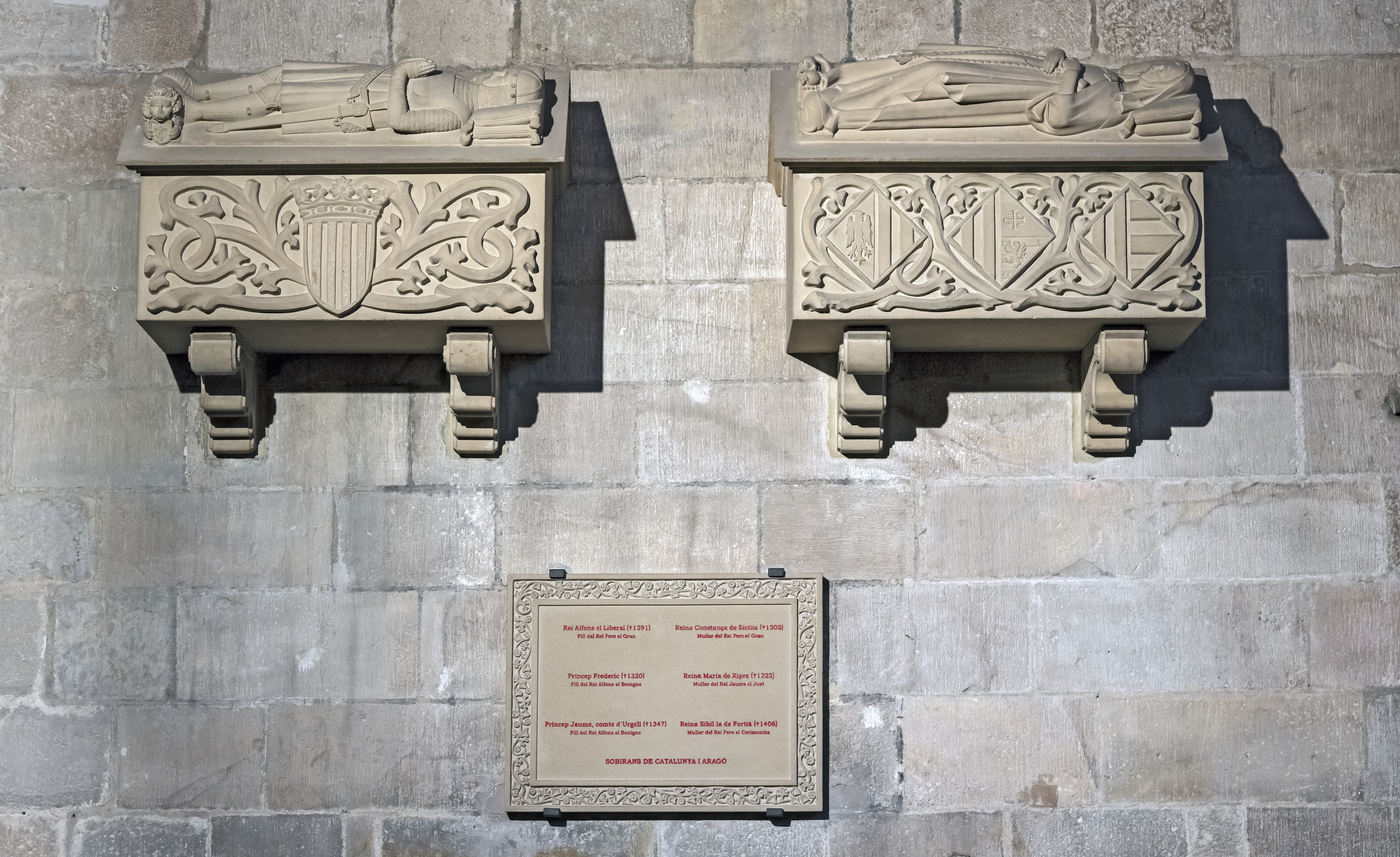
Alfons el Franc i altres persones reials
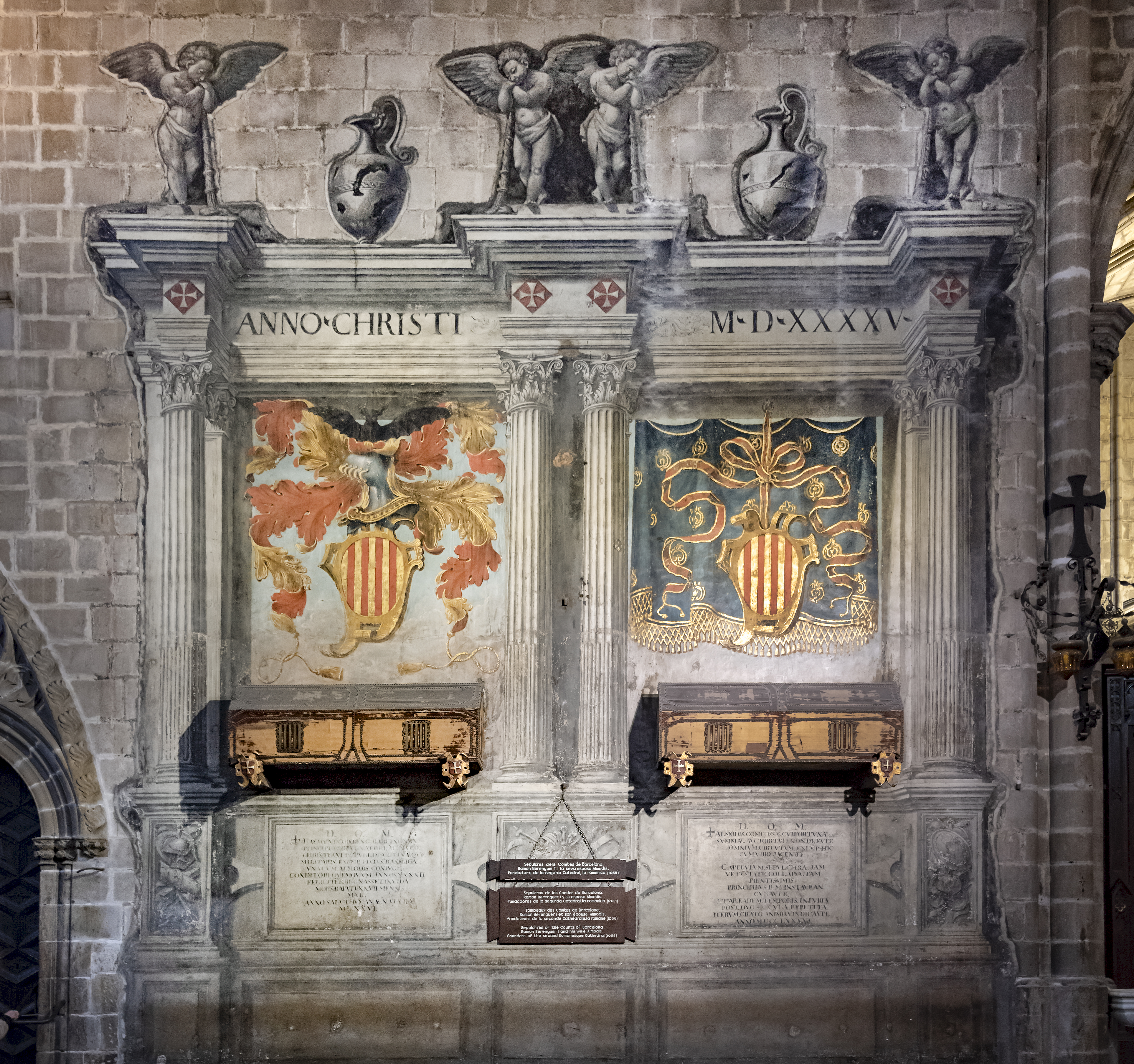
Sepulcres de Ramon Berenguer I i Almodis
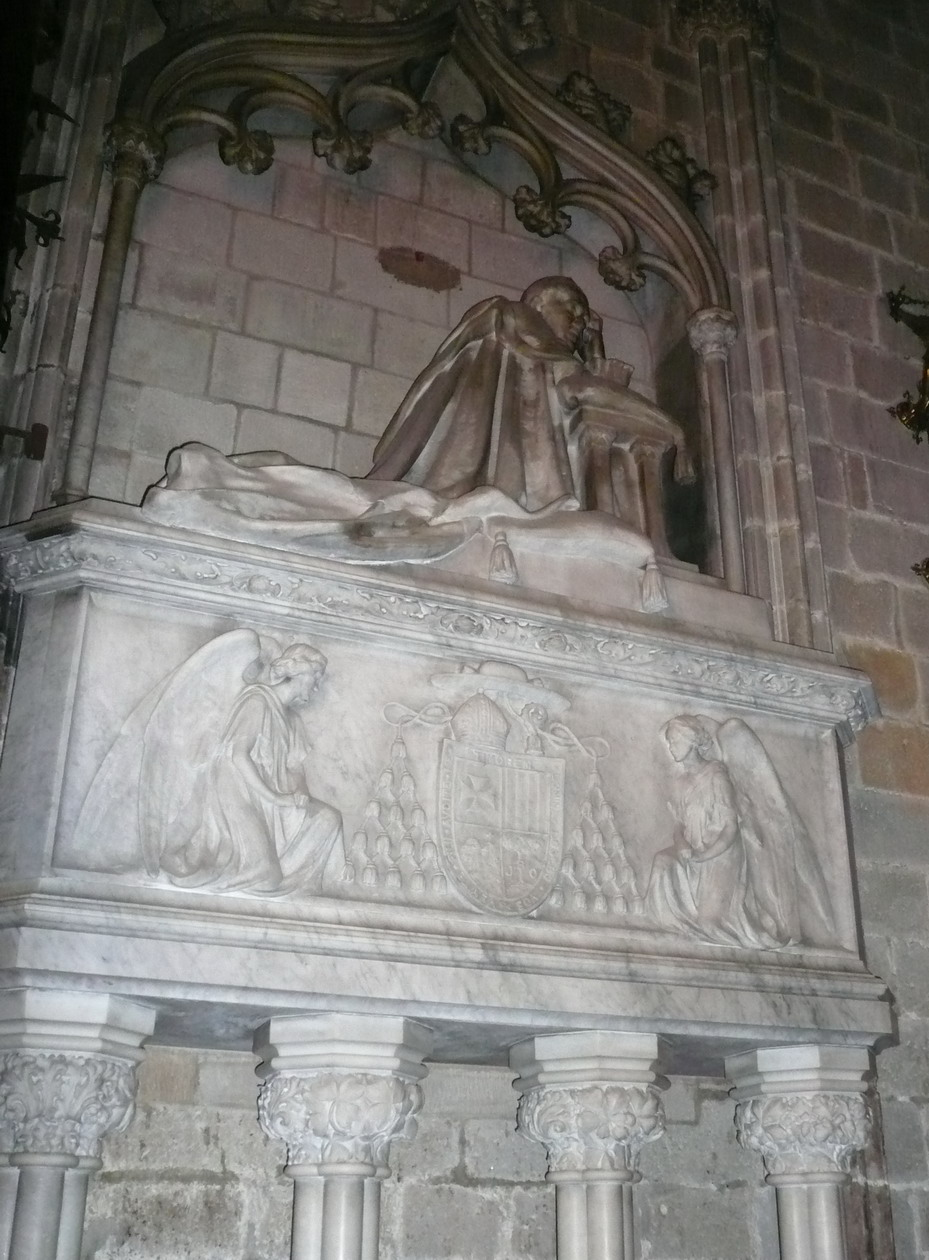
Salvador Casañas.
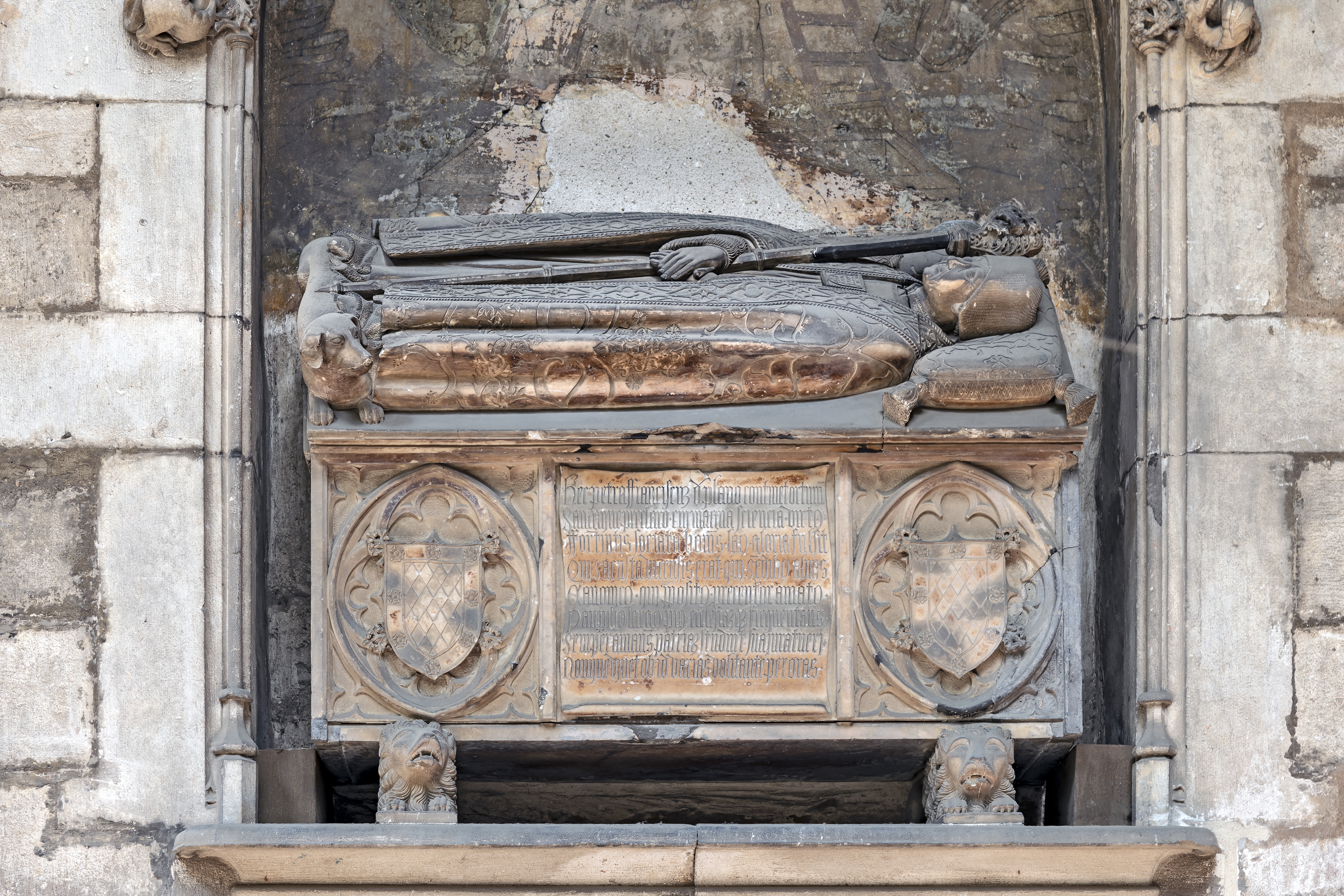
Sepulcre de Francesc Desplà, 1457

## B
- Carles Baguer i Mariner (Barcelona, 1768 – 1808), compositor i organista de la catedral.
- Esteve Gilabert Bruniquer, notari, autor de les Rúbriques de Bruniquer (s. XVII), cl claustre.

## C
- Salvador Casañas i Pagès, bisbe i cardenal (s. XIX). Capella de Sant Josep Oriol, obra de 1909 de l'escultor Josep Llimona.
- Constança de Sicília, esposa del rei Pere el Gran (s. XIII) (vegeu-ne descripció i imatge a: Alfons el Franc)

## D
- Francesc Desplà, canonge, s. XV. Claustre, vora la Sala Capitular. Sepulcre de 1457, amb arcosoli i escultura jacent.
- Lluís Desplà, ardiaca (mort 1524). Llosa sepulcral del segle xvi, esculpida en relleu, al centre de la Sala Capitular nova.
- Joan Dimas Loris, bisbe (s. XVI). Capella de Sant Pacià. Sepulcre de 1598.

## E
- Elionor d'Aragó (+1416), segona esposa de Pere I de Xipre, rei de Xipre i Jerusalem (vegeu-ne descripció i imatge a: Alfons el Franc)
- Ramon d'Escales, bisbe (segle xiv). Capella dels Sants Innocents. Sepulcre esculpit per Antoni Canet (1409)
- Santa Eulàlia, màrtir (S. III). Cripta, a la capella major. Sepulcre anònim d'escultor pisà Lupo di Francesco, del s. XIV.

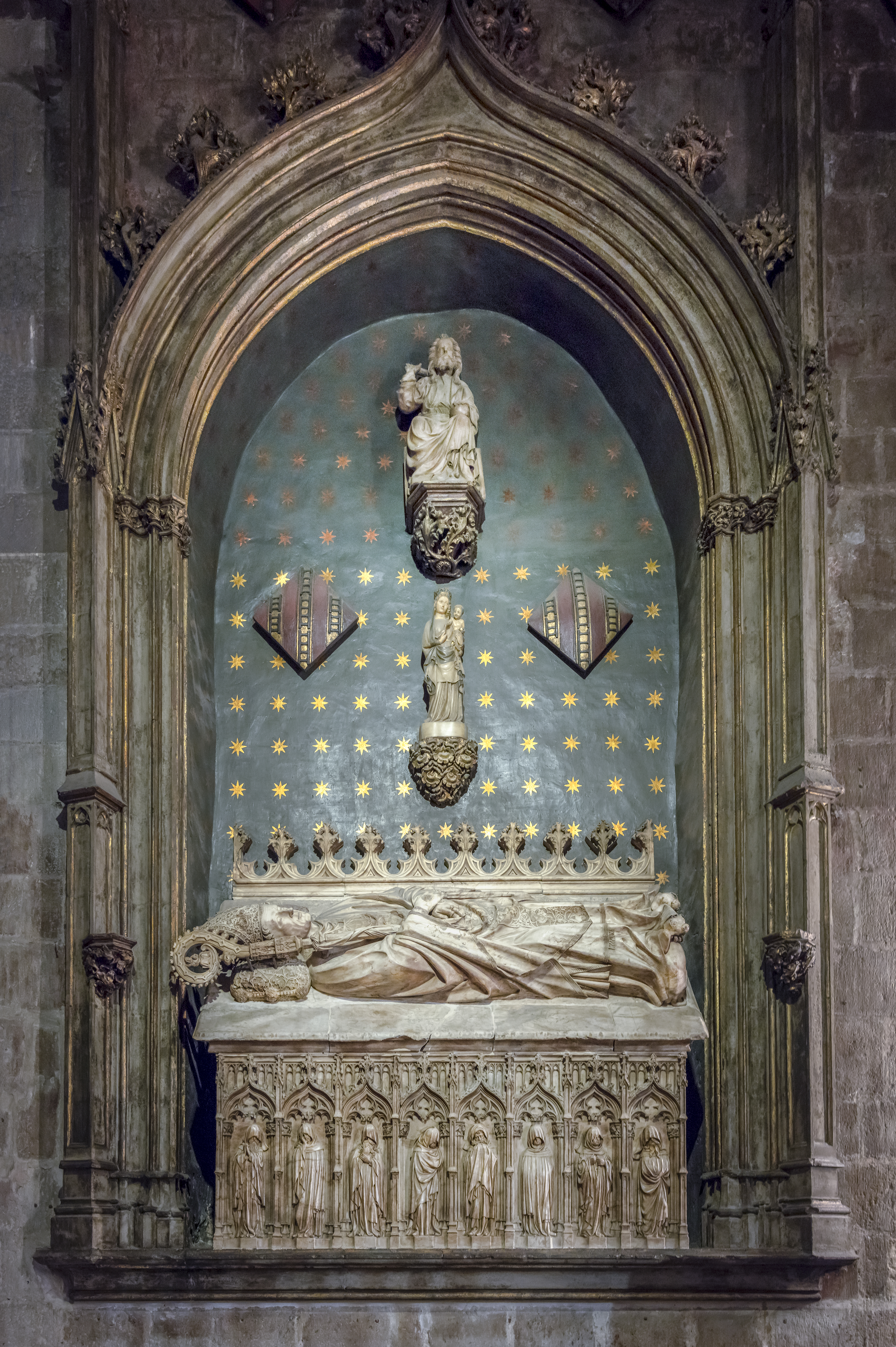
Ramon d'Escales
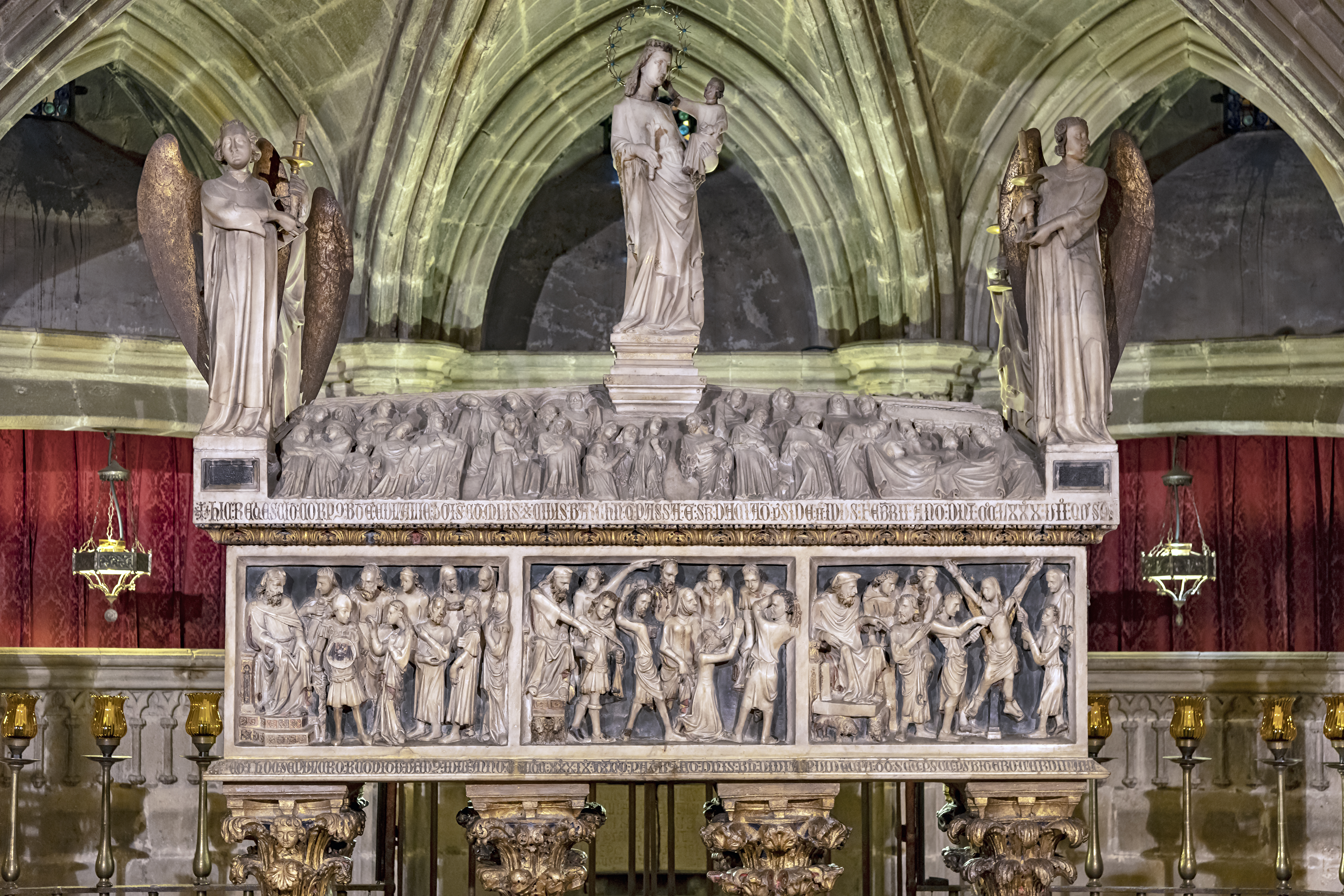
Santa Eulàlia
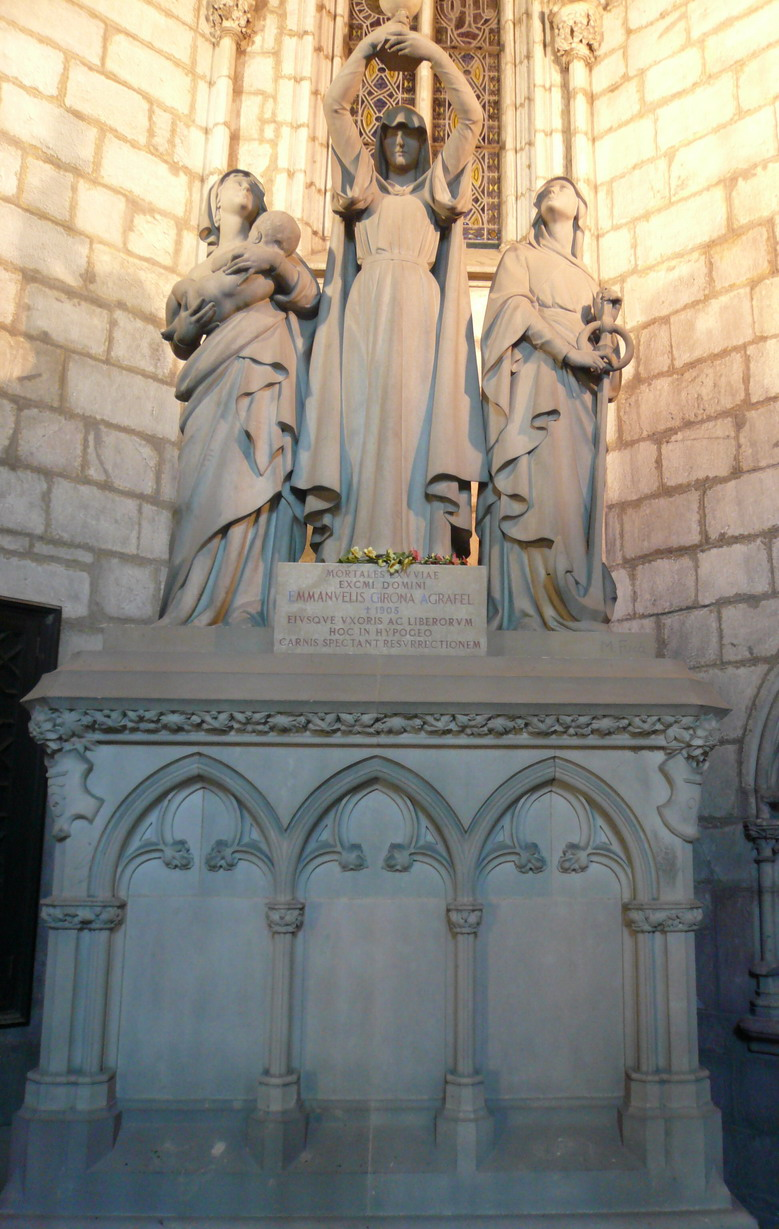
Mausoleu de la família de Manuel Girona
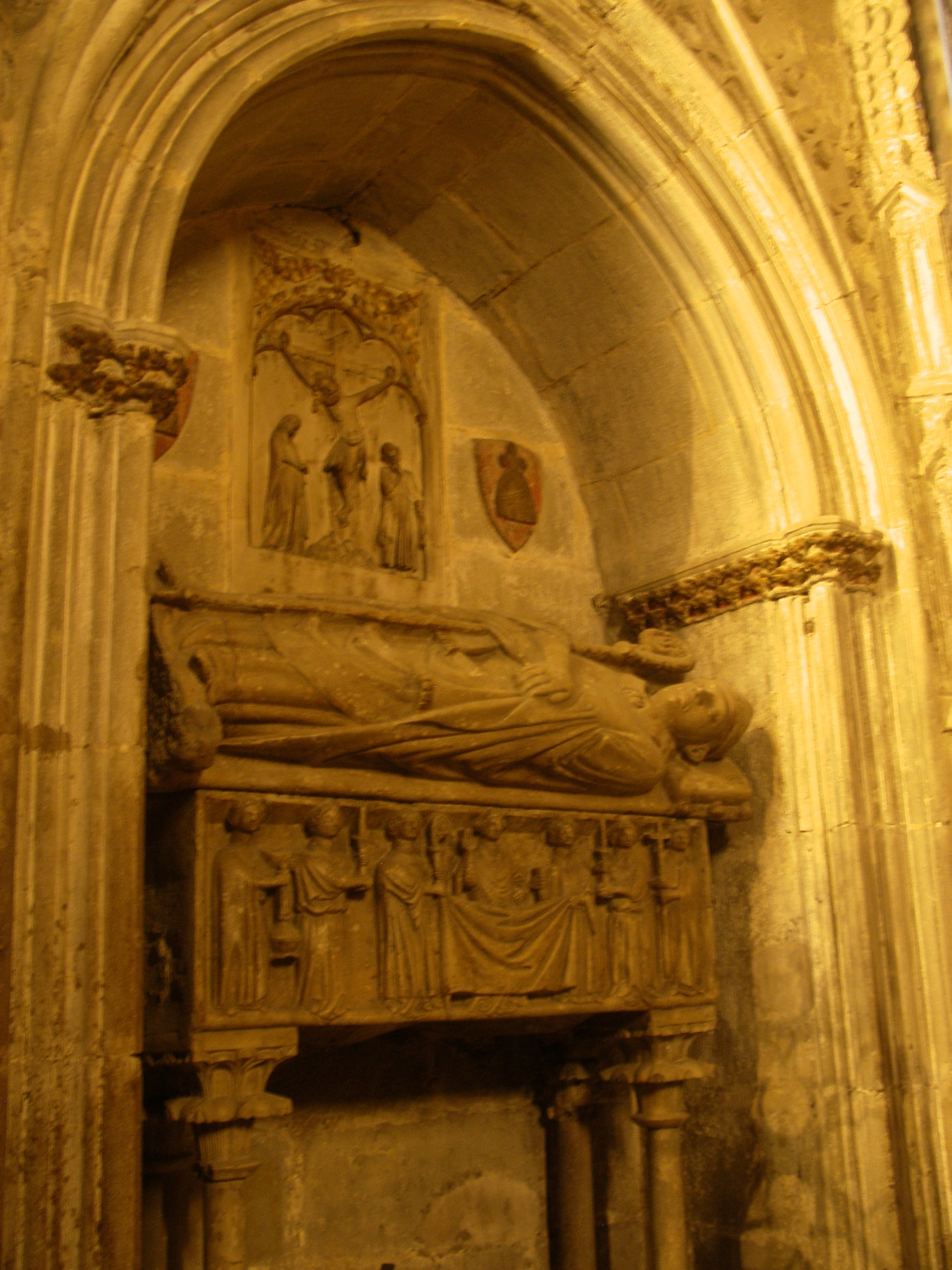
Sepulcre de Ponç de Gualba.

## F
- Frederic d'Aragó, fill del rei Alfons el Benigne (segle xiv) (vegeu-ne descripció i imatge a: Alfons el Franc)

## G
- Manuel Girona i Agrafel, empresari, mecenes i polític, alcalde de Barcelona (s. XIX). A una capella del claustre. Mausoleu esculpit per Manel Fuxà al començament del s. XX.
- Ponç de Gualba, bisbe (segle xiv). Capella de la Transfiguració. S. XIV: el calvari és de Jaume Cascalls.
- Arnau de Gurb, bisbe (s. XIII). Capella de Santa Llúcia.

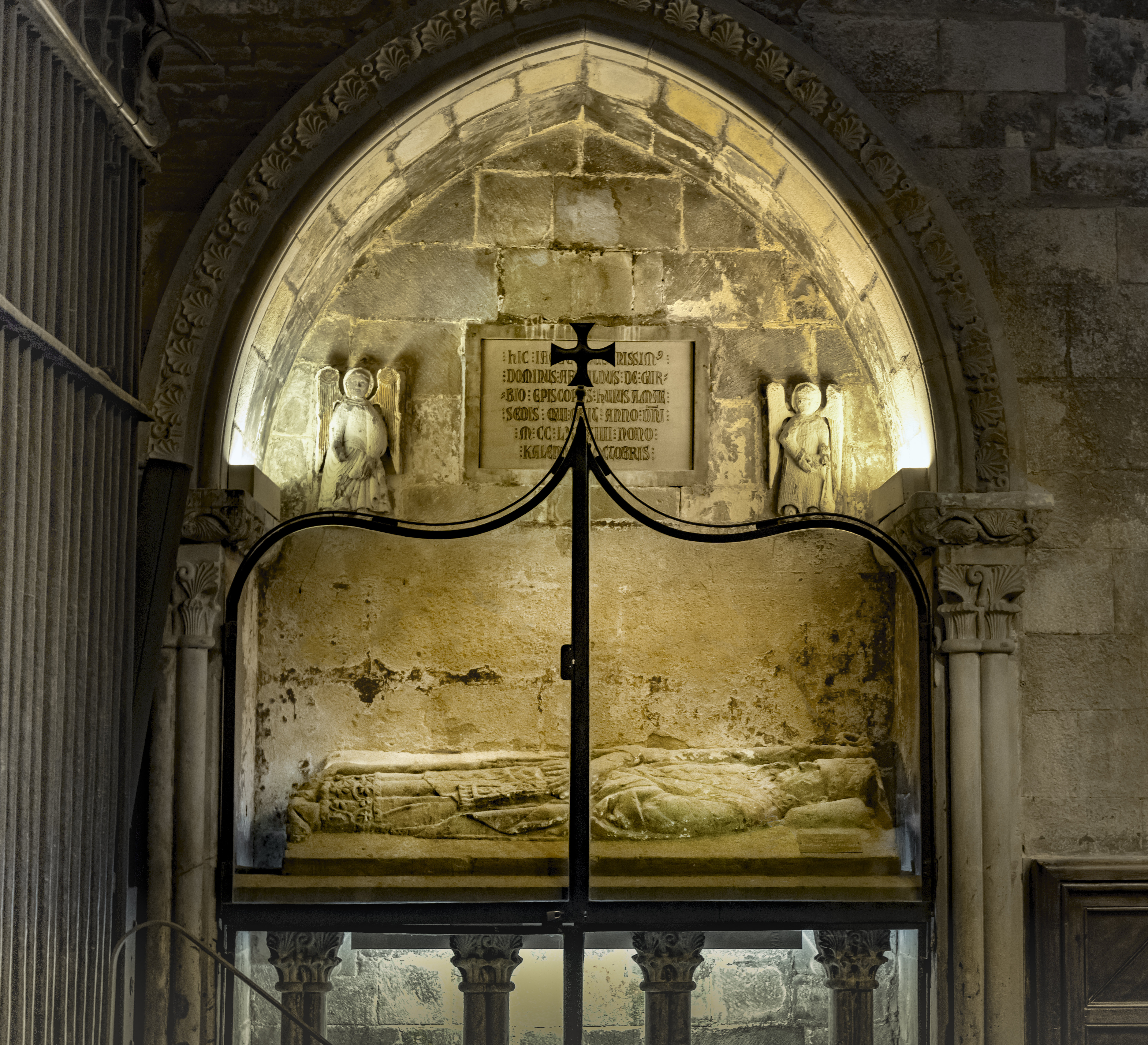
Sepulcre d'Arnau de Gurb.
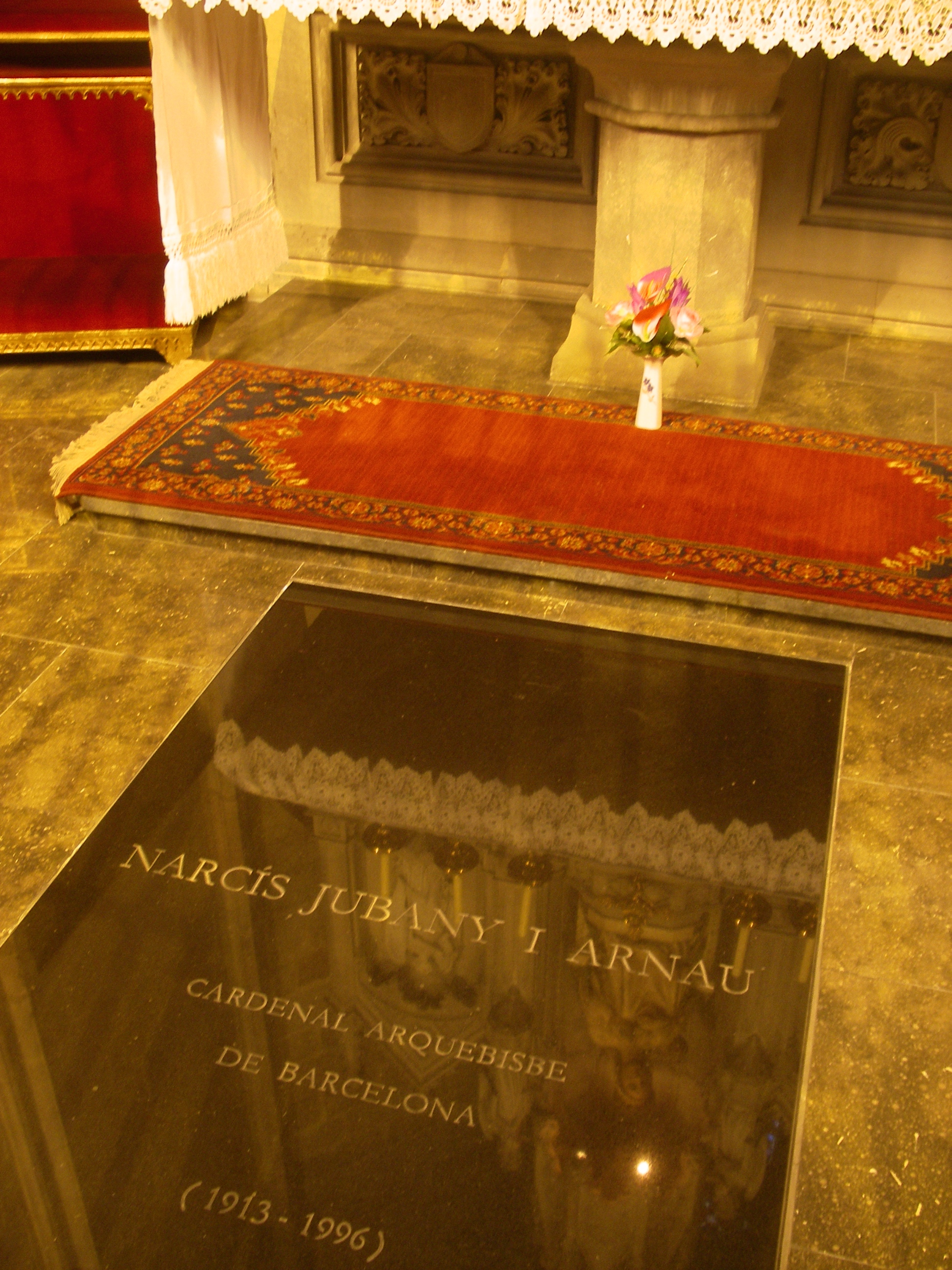
Sepultura del cardenal Narcís Jubany.
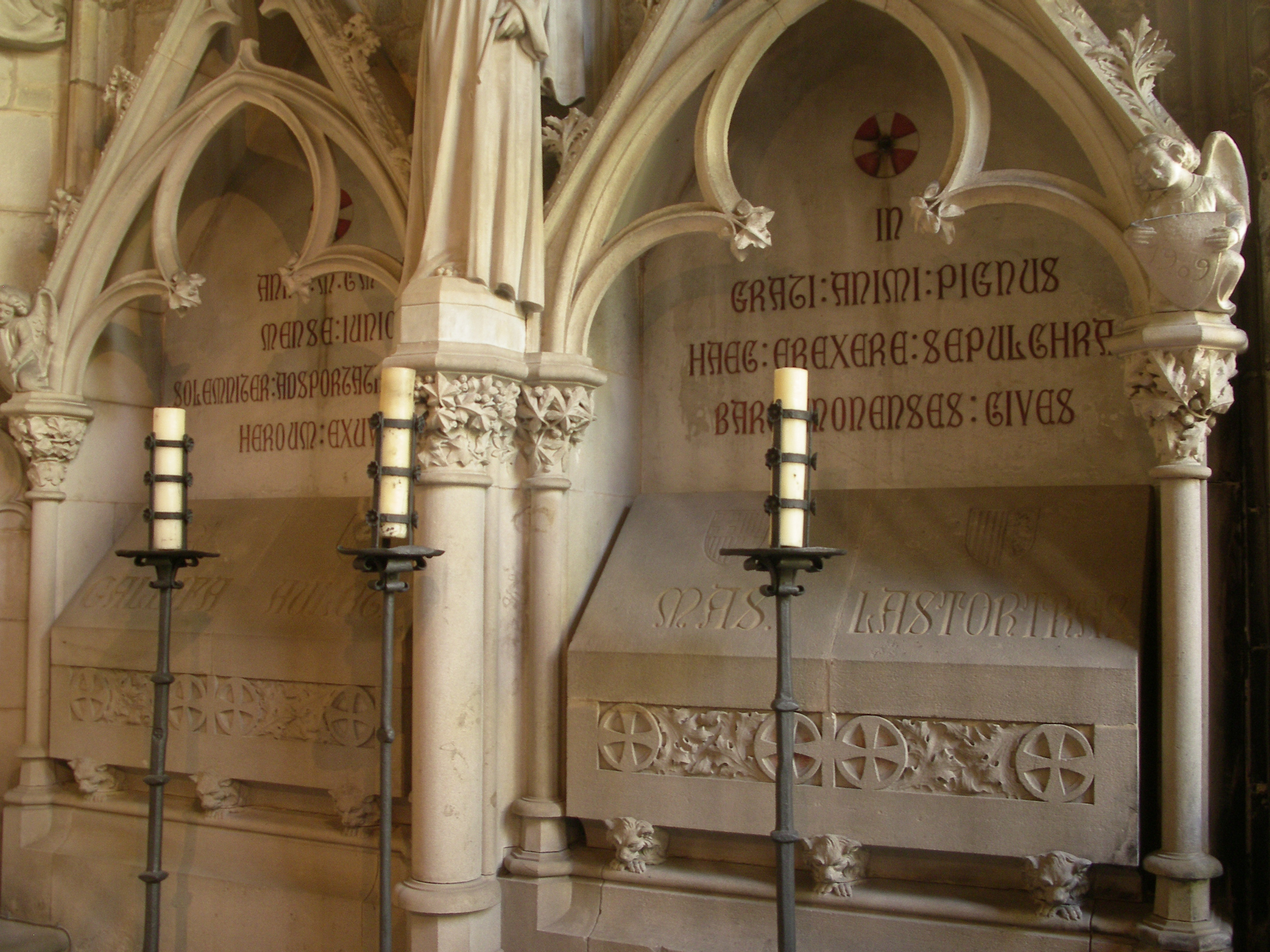
Dos dels sepulcres dels Màrtirs de la Independència de 1809, al claustre
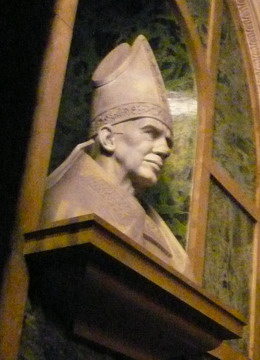
Gregorio Modrego
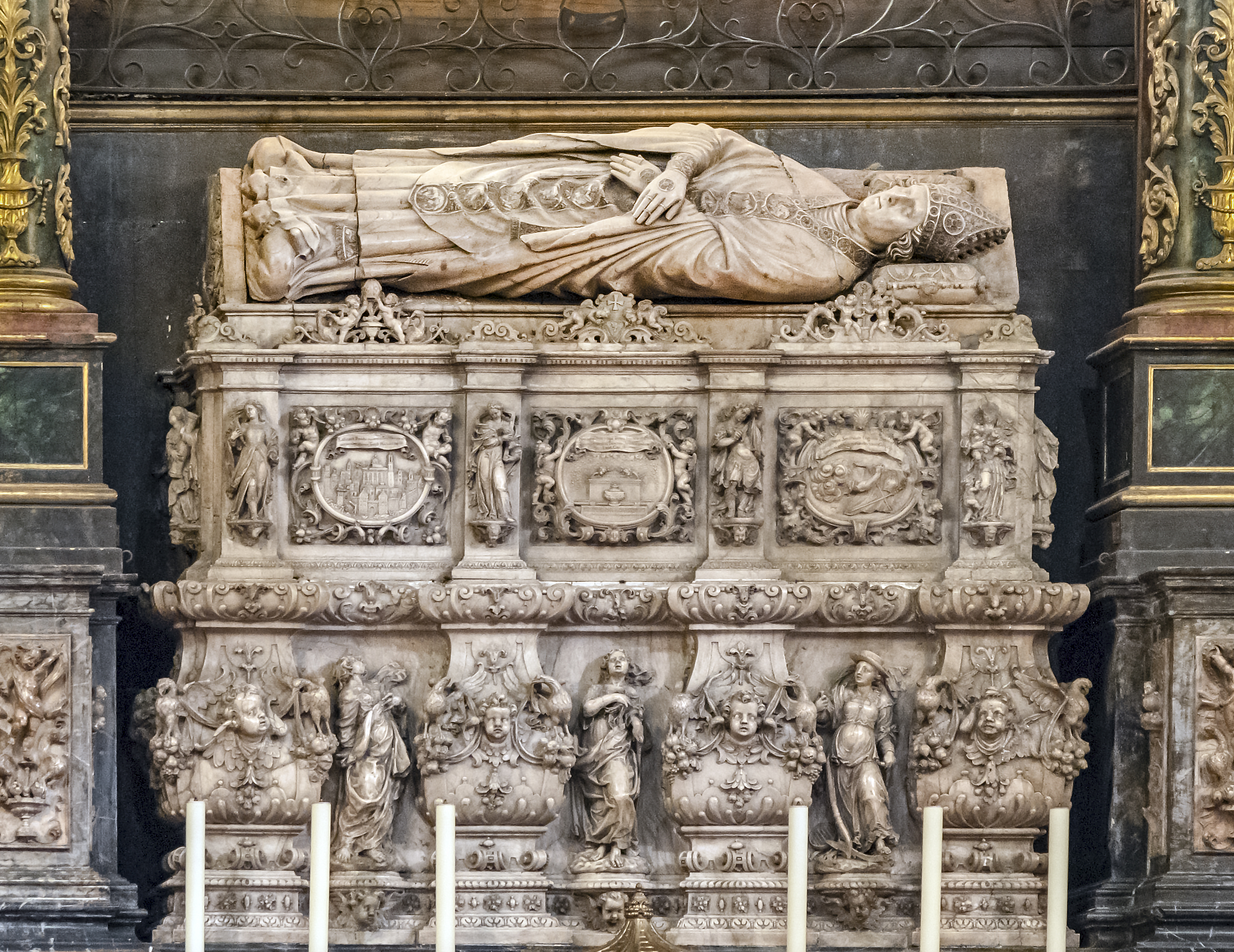
Sepulcre de Sant Oleguer

## I
- Manuel Irurita, bisbe de Barcelona, mort en 1936 durant els aldarulls del començament de la Guerra Civil espanyola. A terra, al centre de la Capella de Sant Oleguer i del Santíssim Sagrament.

## J
- Jaume I d'Urgell, comte d'Urgell, fill del rei Alfons el Benigne (segle xiv) (vegeu-ne descripció i imatge a: Alfons el Franc)
- Narcís Jubany i Arnau, bisbe i cardenal (s. XX). Làpida amb inscripció.

## M
- Maria de Xipre, esposa de Jaume el Just (segle xiv) (vegeu-ne descripció i imatge a: Alfons el Franc)
- Francesc Mariner (1720-1789), organista i compositor de la catedral
- els Màrtirs de la independència o Herois de 1809, que van intentar, en plena Guerra del Francès, organitzar un moviment de resistència contra l'exèrcit ocupant de Napoleó. Cinc dels conxorxats van ser detinguts i executats com a escarment públic; són els que van ser enterrats a la catedral. Eren: Joaquim Pou i Joan Gallifa, sacerdots; sotstinent Josep Navarro; Salvador Aulet, dependent de comerç; Joan Masana, funcionari. Enterrats a una capella del claustre.
- Gregorio Modrego Casaus, bisbe (s. XX). Capella de la Mare de Déu del Pilar. Bust per Frederic Marès (1972)

## O
- Sant Oleguer, bisbe (S. XII). Capella del Santíssim (antiga sala capitular). Part superior esculpida per Pere Sanglada en 1406; part inferior de Francesc Grau i Domènec Rovira II (1676).

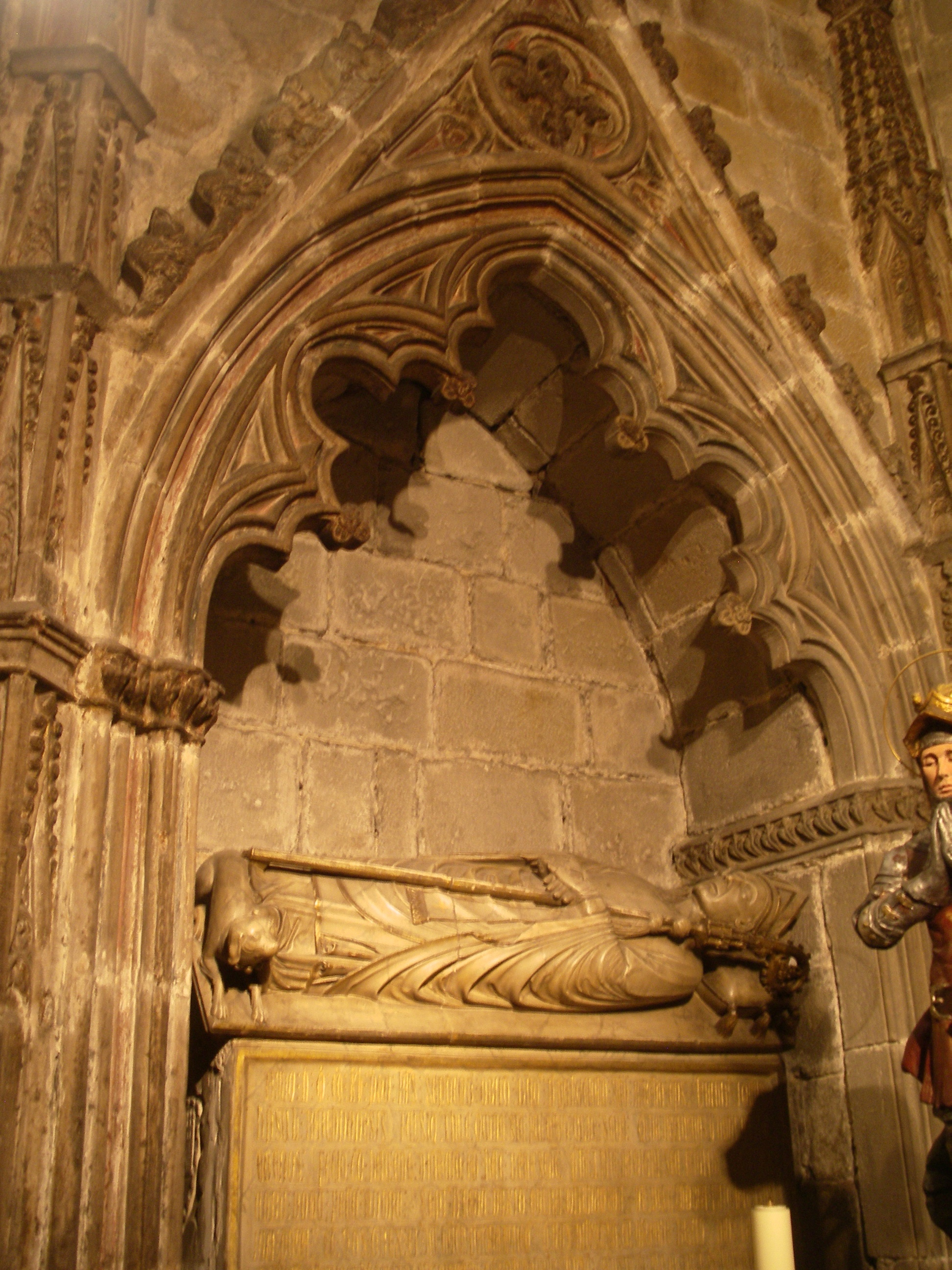
Berenguer de Palou
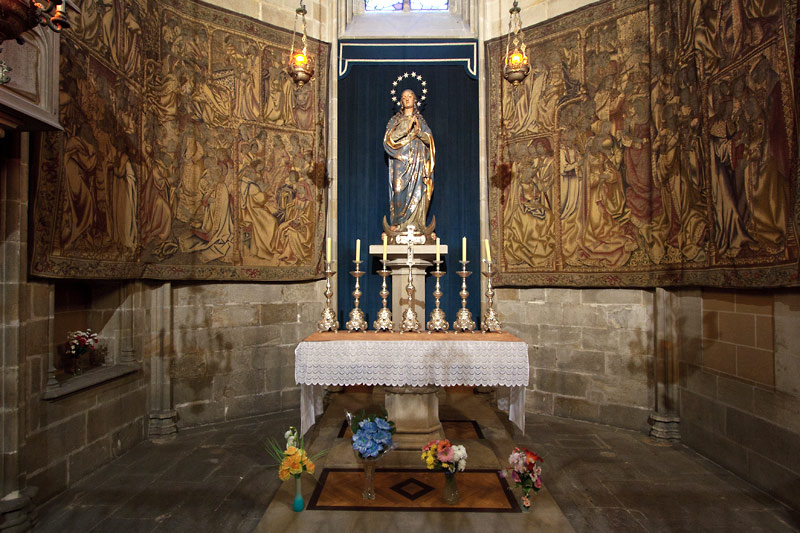
Capella de la Immaculada: a terra fou enterrat Joan Pau Pujol
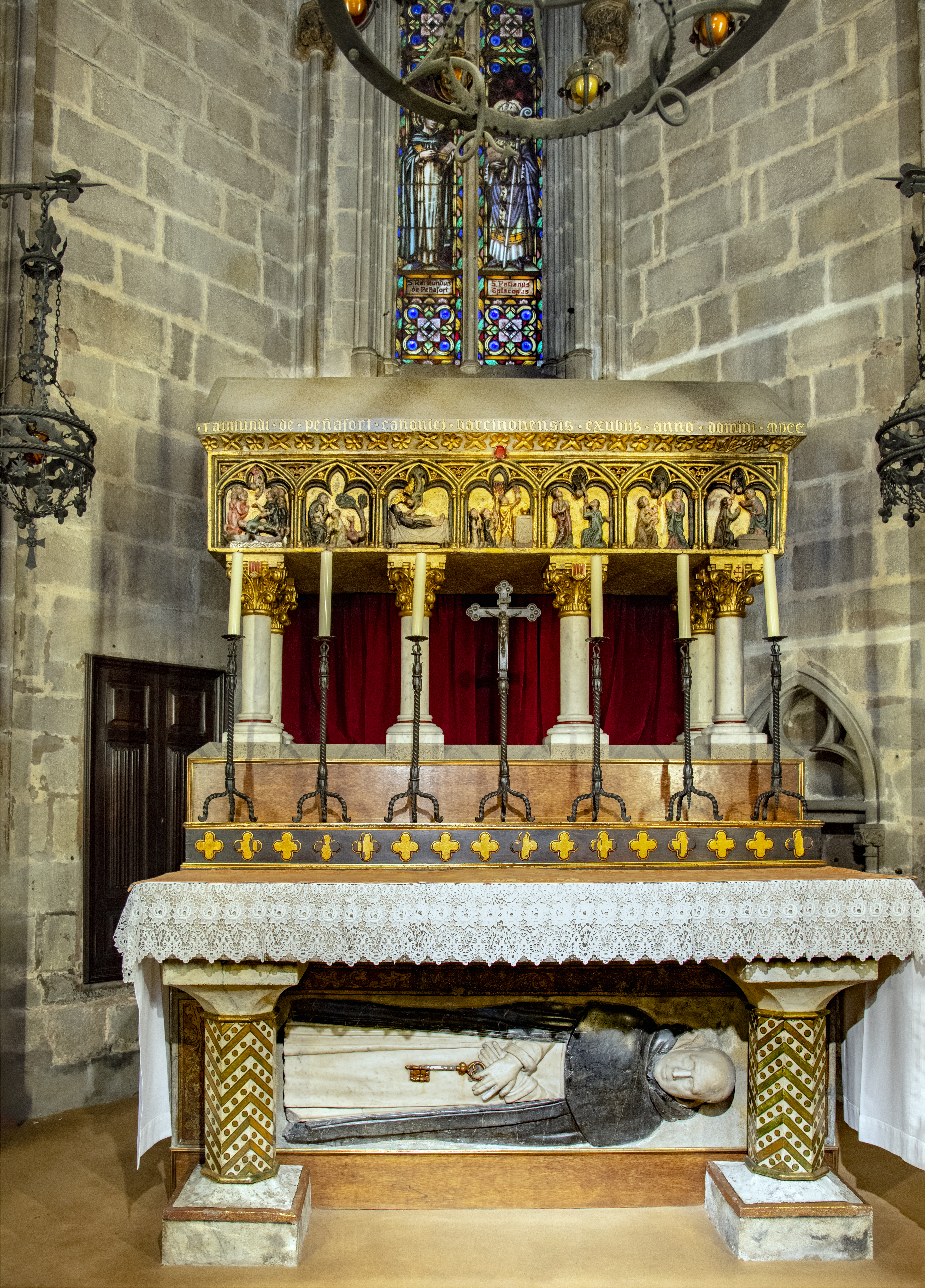
Sant Ramon de Penyafort, antic sepulcre, sobre l'altar
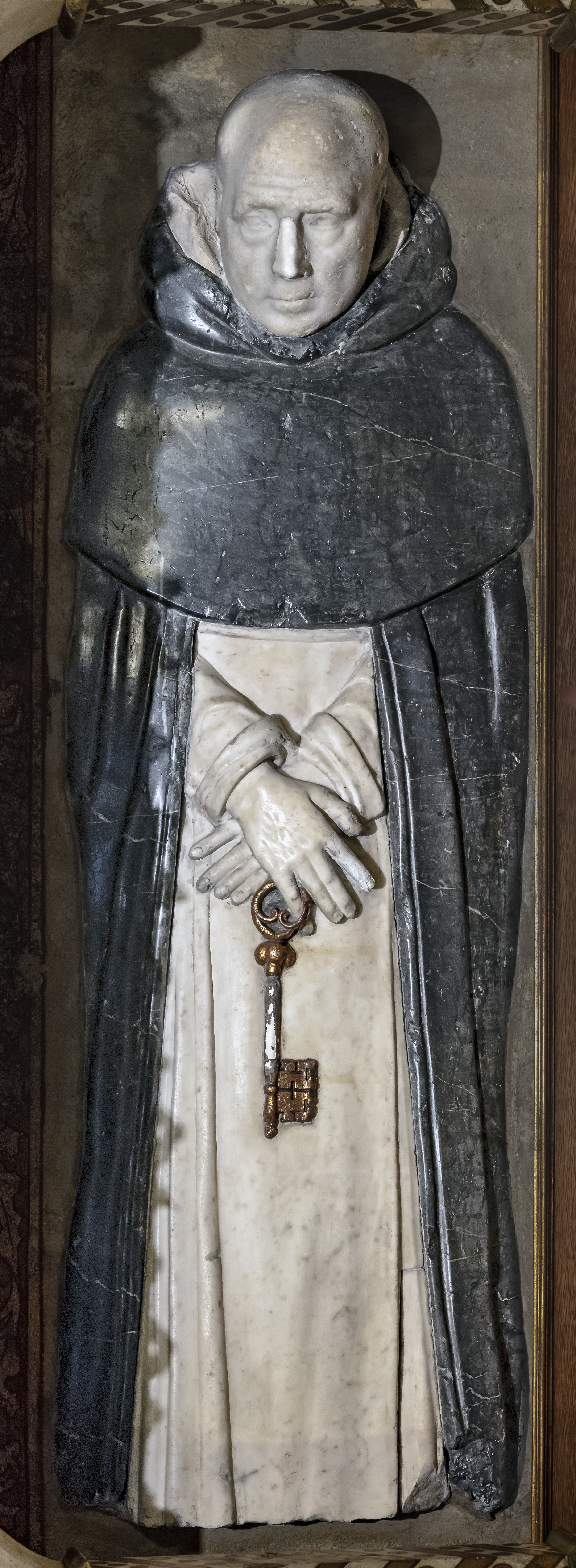
Sant Ramon de Penyafort.
Sepulcre de la família Sanllehy, per Josep Llimona

## P
- Berenguer II de Palou, bisbe (s. XIII). Capella de la Visitació (deambulatori). Sepulcre del s. XIII, potser procedent de l'antiga catedral romànica.
- Peronella d'Aragó, reina d'Aragó i comtessa consort de Barcelona (s. XII). Tomba perduda en construir-se la nova catedral; és possible que les restes s'inhumessin juntament amb les dels comtes Ramon Berenguer I i Almodis, en el trasllat del s. XVI.
- Joan Pau Pujol (1570 – 1626) músic i mestre de capella de la catedral. Fou enterrat a la Capella de la Concepció de la catedral, però no hi ha làpida ni inscripció.

## R
- Ramon Berenguer I el Vell, comte de Barcelona (s. XI) (vegeu-ne la descripció i imatge a: Almodis de la Marca)
- Ramon Borrell, comte de Barcelona (s. X): sepulcre desaparegut, potser inhumat al s. XVI als sepulcres de Ramon Berenguer I
- Sant Ramon de Penyafort, frare dominicà, jurista (segle xiv). Capella de Sant Ramon. Sepulcre del s. XIV, traslladat des del Convent de Santa Caterina (Barcelona), enderrocat el 1835.

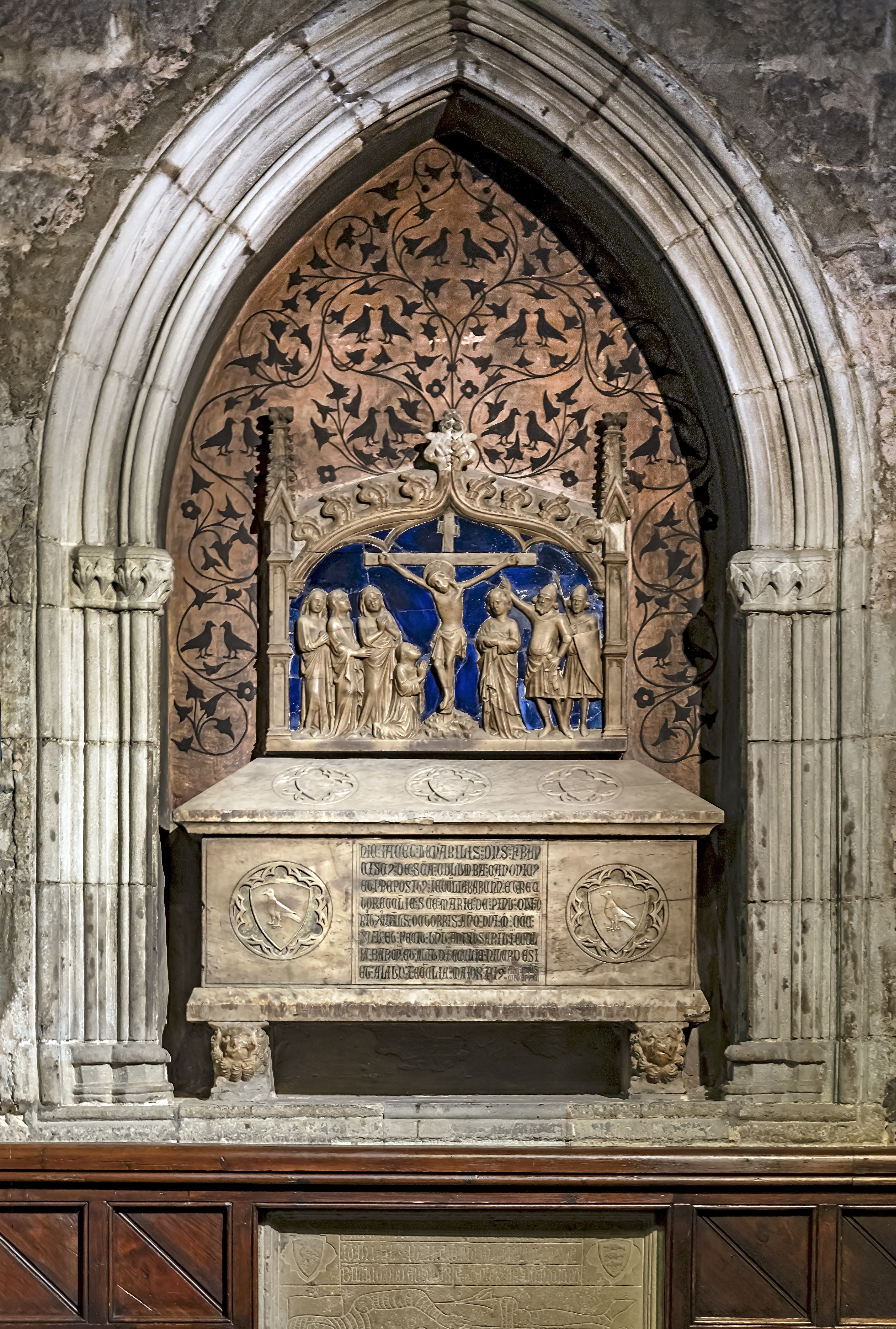
Francesc de Santa Coloma.
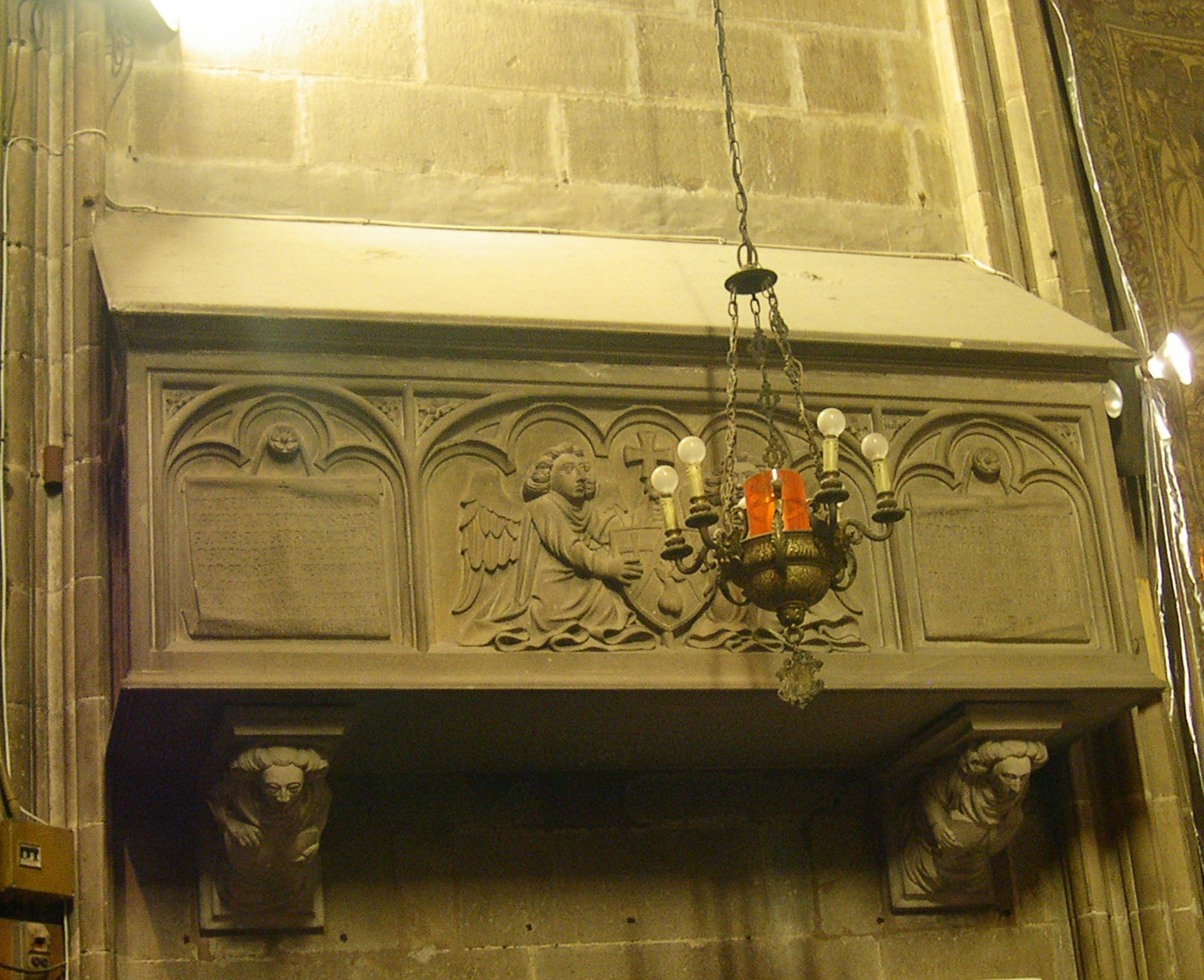
Francesc Climent Sapera.
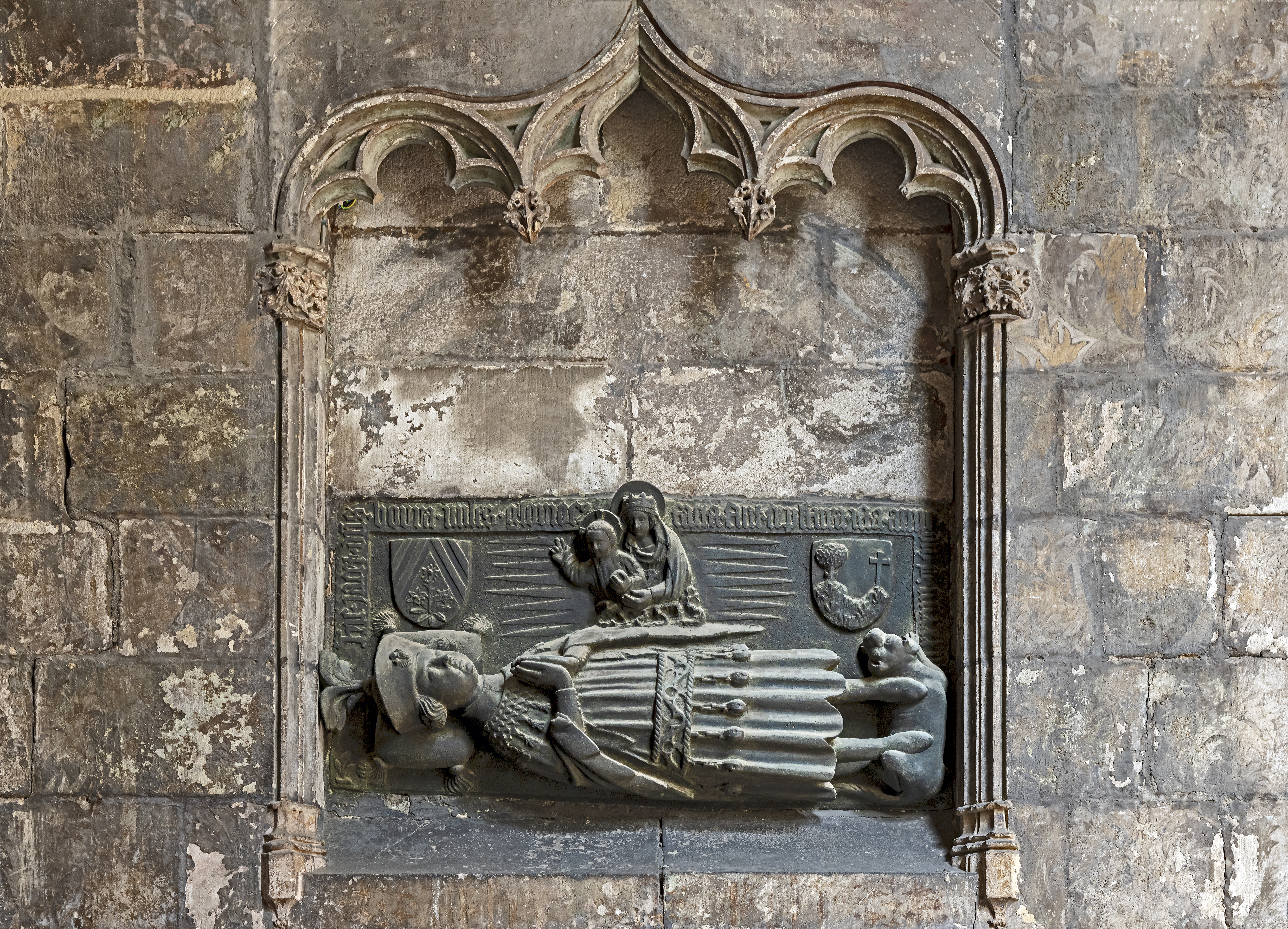
Antoni Tallander, Mossèn Borra.
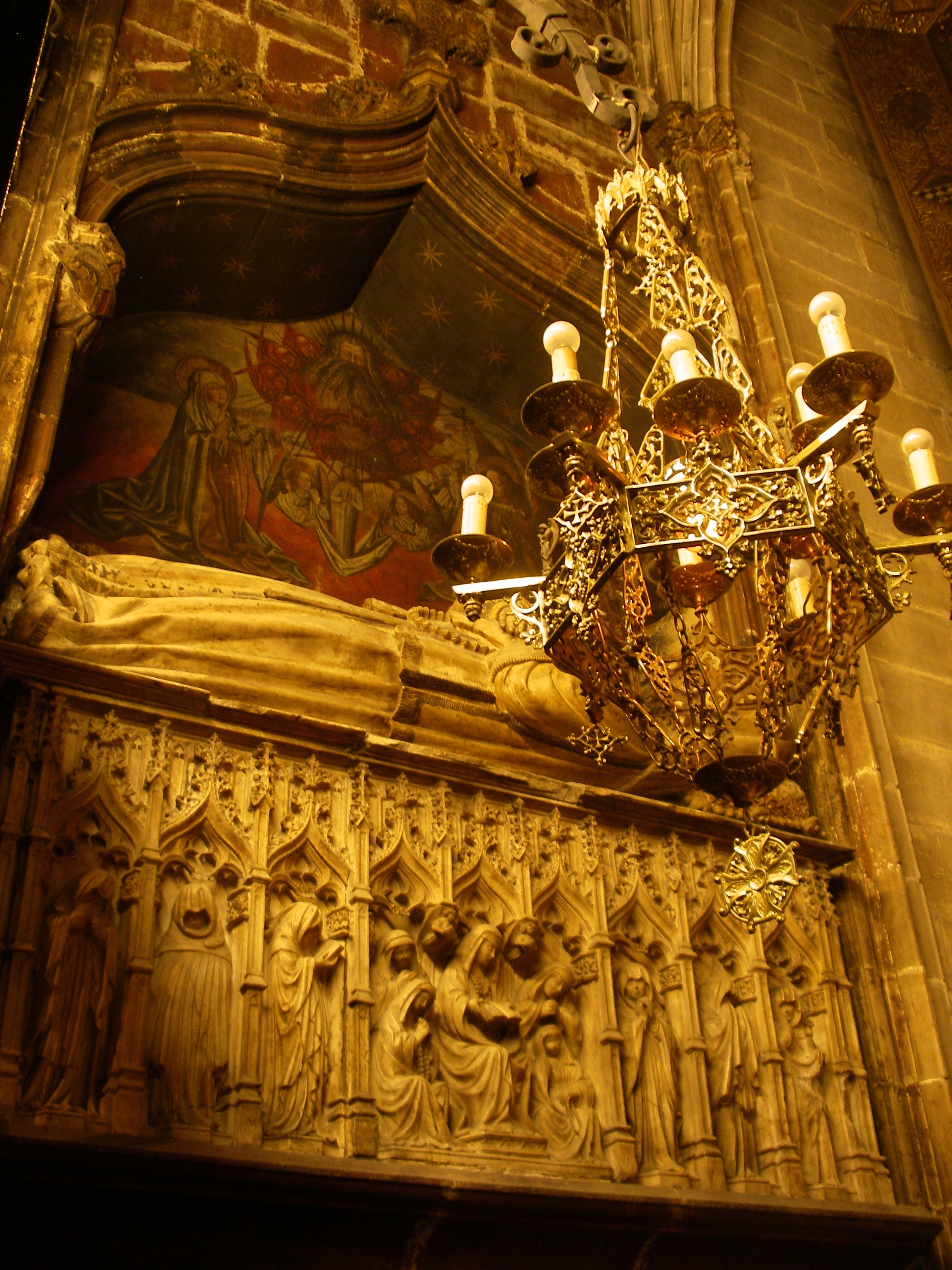
Sança Ximenis de Cabrera.
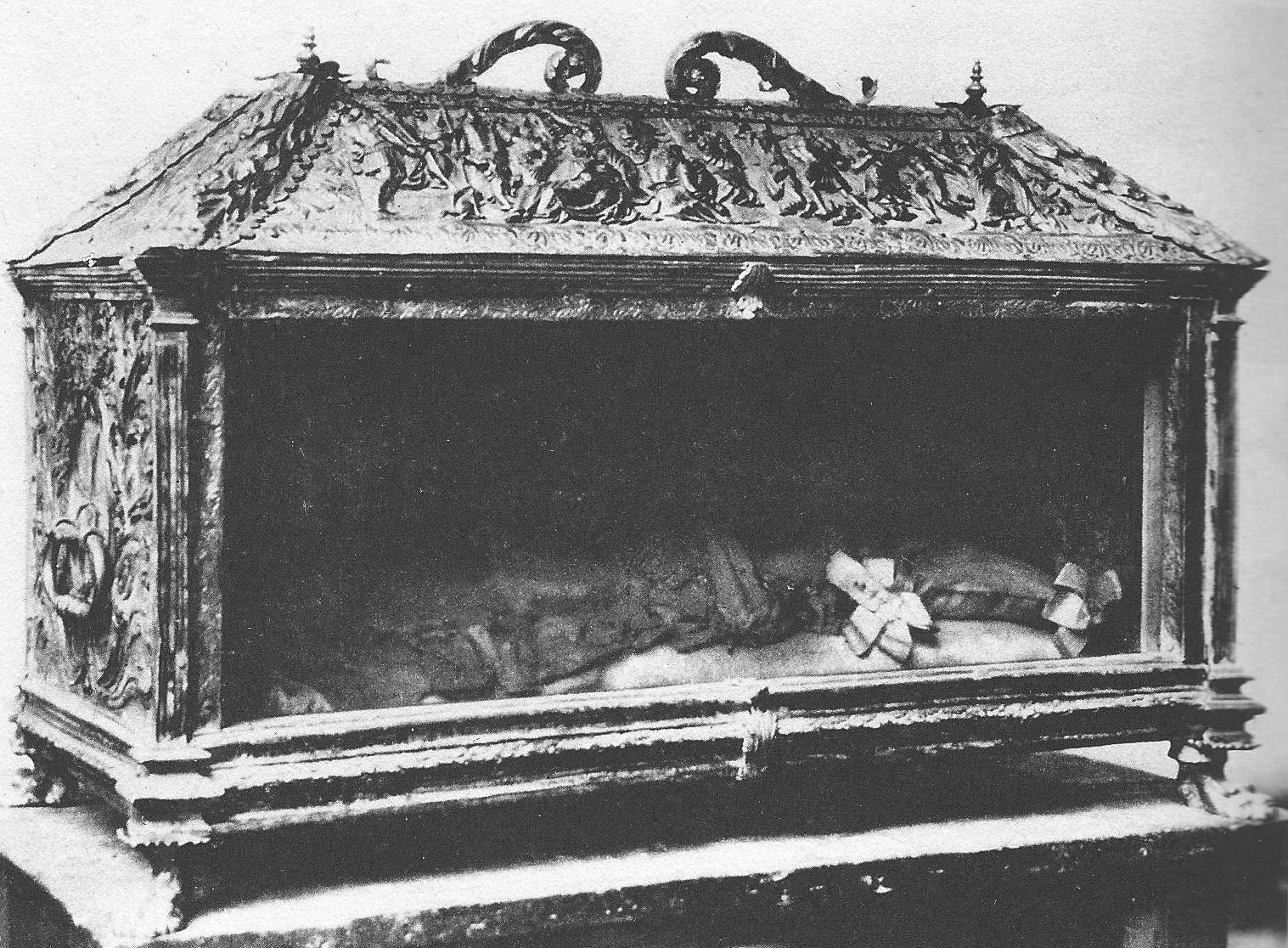
Capella dels Sants Innocents, amb l'urna on hi ha les restes del nen

## S
- Simó Salvador, bisbe de Barcelona (m. 1445). Capella de la Transfiguració.
- Domènec Joan Sanllehy i Alrich, polític, alcalde de Barcelona (s. XX). Capella del claustre. Sepulcre esculpit per Josep Llimona, 1932
- Joan Sentís i Sunyer, bisbe i lloctinent de Catalunya (s. XVII).
- Francesc de Santa Coloma, canonge (segle xiv). Capella de Santa Llúcia (segle xiv)
- Un dels Sants Innocents (segons la tradició), les restes del qual es guarden a l'altar de la Capella dels Sants Innocents
- Francesc Climent Sapera, bisbe (s. XV). Capella de la Immaculada, en un sepulcre del final del s. XIX.
- Joan Saló (1685-1747), músic, organista de la Seu. Al claustre.
- Sibil·la de Fortià, quarta esposa de Pere el Cerimoniós (segle xiv) (vegeu-ne descripció i imatge a: Alfons el Franc)

## T
- Antoni Tallander, cortesà, diplomàtic i bufó d'Alfons el Magnànim (s. XV). Sepulcre de mitjan segle xv, al mur del claustre, vora la porta de la capella de Santa Llúcia.

## X
- Sança Ximenis de Cabrera, noble i mecenes (s. XV). Capella dels Sants Cosme i Damià. Sepulcre esculpit per Pere Oller (mitjan s. XV) amb un arcosoli pintat per Lluís Dalmau.